# Stiphropus dentifrons
Stiphropus dentifrons là một loài nhện trong họ Thomisidae.
Loài này thuộc chi Stiphropus. Stiphropus dentifrons được Eugène Simon miêu tả năm 1895.